# Chilecebus carrascoensis
Chilecebus carrascoensis es la única especie del género monotípico Chilecebus, un primate platirrino de la familia de los cébidos, que vivió a fines del período Neógeno, en el Mioceno temprano, hace aproximadamente 22-15 millones de años, en lo que hoy es Chile.

## Descripción
El holotipo del género fue descrito en 1995 por el paleontólogo norteamericano John Flynn en la formación Abanico, en la quebrada Las Leñas, al oriente de la ciudad de Rancagua en la Región del Libertador General Bernardo O'Higgins y consiste en un cráneo y esqueleto postcraneal parciales. El nombre binomial honra al descubridor del fósil, el paleontólogo chileno Gabriel Carrasco. La morfología del cráneo de Chilecebus y otros platirrinos es muy similar al de algunos primates africanos, postulándose entonces el origen africano de los monos del Nuevo Mundo.
El tamaño del cráneo es muy pequeño, y sus molares son proporcionalmente enormes, con un paladar reducido. Se estima que habitó bajo un clima cálido estacional, en bosques en galería, probablemente similar al del actual parque nacional Río Clarillo.